# Canal de Cuevas de Almanzora
Der Canal de Cuevas de Almanzora ist ein künstlicher See in der spanischen Gemeinde Cuevas de Almanzora, der seit 2005 als Regattastrecke und für Naherholung verwendet wird.

## Geschichte
Der Canal de Cuevas de Almanzora – oder auch Canal de Remo y Piragüismo de Cuevas del Almanzora – wurde für die Mittelmeerspiele 2005  nördlich der Ortschaft Cuevas de Almanzora gebaut. Er befindet sich unterhalb des Stausees des Almanzora, der durch das Becken hindurch fließt, bevor er ins Mittelmeer mündet. Für den Bau der Anlage wurden 12,2 Millionen Euro eingeplant.
Die sechs Veranstaltungen des Kanurennsports sowie die acht Wettbewerbe im Rudern wurden auf den Distanzen von 500 m und 1000 m auf der Regattastrecke abgehalten.
Neben Reggaten wird der Canal de Cuevas de Almanzora unter anderem zum Wakeboarding verwendet.

## Eigenschaften
Der Canal de Cuevas de Almanzora verfügt über ein Becken mit der Länge von 1200 m und der Breite von 105 m.
Die Anlage entspricht nicht den Anforderungen der Kategorie A des Weltruderverbandes FISA und ist damit für internationale Ruderregatten ungeeignet: Neben dem Fehlen eines abgetrennten Trainingskanals, liegt die Streckenlänge unter den geforderten zwei Kilometern.
Ein Zeitnahmegebäude und ein Bootshaus sind vorhanden, aber es existiert keine permanente Tribüne.

## Veranstaltungen
- Kanurennsport und Rudern der Mittelmeerspiele 2005
- Drachenboot European Club Crew Championships der EDBF 2017